# Тур ATP 2020
Тур ATP 2020 - всесвітній елітний професійний цикл тенісних турнірів, організований Асоціацією тенісистів-професіоналів як частина тенісного сезону 2020 року. У 2019 році календар включав турніри Великого шолома (проводяться Міжнародною федерацією тенісу (ITF)), Фінал ATP, турніри серії Мастерс, турніри категорій 500 і 250. Також до Туру входять Кубок Девіса (організований ITF) та Фінал Світового Туру ATP. Крім того, до офіційного переліку турнірів входить Кубок Лейвера та Фінал Наступного Покоління ATP за які очки учасникам не нараховувались. Багато запланованих турнірів не відбулося через епідемію Covid-2019, зокрема Олімпійські ігри в Токіо. 

## Розклад
Нижче наведено повний розклад турнірів на 2020 рік, включаючи перелік тенісистів, які дійшли на турнірах щонайменше до чвертьфіналу.
Легенда
| Турніри Великого шолома       |
| Фінал Світового Туру ATP      |
| Світовий Тур ATP Мастерс 1000 |
| Світовий Тур ATP 500          |
| Світовий Тур ATP 250          |
| Командні змагання             |

### Січень
| Тиждень           | Турнір | Чемпіони                                          | Фіналісти                         | Півфіналісти                    | Чвертьфіналісти                                                  |
| ----------------- | --- | ------------------------------------------------- | --------------------------------- | ------------------------------- | ---------------------------------------------------------------- |
| 6 січня           | ATP Cup Брисбен, Перт, Сідней, Австралія $15,000,000 – Тверде – 24 teams                                                                               | Сербія 2–1                                        | Іспанія                           | Росія · Австралія               | Канада · Аргентина · Great Britain · Бельгія                     |
| 6 січня           | Qatar Open Доха, Катар ATP Tour 250 $1,465,260 – Тверде – 28S/16Q/16D Одиночний розряд – Парний розряд                                                 | Андрій Рубльов 6–2, 7–6(7–3)                      | Корентен Муте                     | Стен Вавринка Міомір Кецмановіч | Аляж Бедене Фернандо Вердаско Мартон Фучович П'єр-Юг Ербер       |
| 6 січня           | Qatar Open Доха, Катар ATP Tour 250 $1,465,260 – Тверде – 28S/16Q/16D Одиночний розряд – Парний розряд                                                 | Роган Бопанна Веслі Колгоф 3–6, 6–2, [10–6]       | Люк Бембрідж Сантьяго Гонсалес    | Стен Вавринка Міомір Кецмановіч | Аляж Бедене Фернандо Вердаско Мартон Фучович П'єр-Юг Ербер       |
| 13 січня          | Adelaide International Аделаїда, Австралія ATP Tour 250 $610,010 – Тверде – 28S/16Q/16D Одиночний розряд – Парний розряд                               | Андрій Рубльов 6–3, 6–0                           | Ллойд Гарріс                      | Томмі Пол Фелікс Оже-Аліассім   | Альберт Рамос Віньолас Пабло Карреньо Буста Ден Еванс Алекс Болт |
| 13 січня          | Adelaide International Аделаїда, Австралія ATP Tour 250 $610,010 – Тверде – 28S/16Q/16D Одиночний розряд – Парний розряд                               | Максімо Гонсалес Фабріс Мартен 7–6(14–12), 6–3    | Іван Додіг Філіп Полашек          | Томмі Пол Фелікс Оже-Аліассім   | Альберт Рамос Віньолас Пабло Карреньо Буста Ден Еванс Алекс Болт |
| 13 січня          | ASB Classic Окленд (Нова Зеландія), Нова Зеландія ATP Tour 250 $610,010 – Тверде – 28S/16Q/16D Одиночний розряд – Парний розряд                        | Уго Юмбер 7–6(7–2), 3–6, 7–6(7–5)                 | Бенуа Пер                         | Губерт Гуркач Джон Ізнер        | Фелісіано Лопес Джон Міллман Кайл Едмунд Денис Шаповалов         |
| 13 січня          | ASB Classic Окленд (Нова Зеландія), Нова Зеландія ATP Tour 250 $610,010 – Тверде – 28S/16Q/16D Одиночний розряд – Парний розряд                        | Люк Бембрідж Бен Маклахлан 7–6(7–3), 6–3          | Маркус Даніелл Філіпп Освальд     | Губерт Гуркач Джон Ізнер        | Фелісіано Лопес Джон Міллман Кайл Едмунд Денис Шаповалов         |
| 20 січня 27 січня | Відкритий чемпіонат Австралії з тенісу Мельбурн, Австралія Grand Slam A$32,846,000 – Тверде 128S/128Q/64D/32X Одиночний розряд – Парний розряд – Мікст | Новак Джокович 6–4, 4–6, 2–6, 6–3, 6–4            | Домінік Тім                       | Александр Зверєв Роджер Федерер | Рафаель Надаль Стен Вавринка Тенніс Сендгрен Милош Раонич        |
| 20 січня 27 січня | Відкритий чемпіонат Австралії з тенісу Мельбурн, Австралія Grand Slam A$32,846,000 – Тверде 128S/128Q/64D/32X Одиночний розряд – Парний розряд – Мікст | Ражів Рам Джо Солсбері 6–4, 6–2                   | Макс Перселл Люк Савіль           | Александр Зверєв Роджер Федерер | Рафаель Надаль Стен Вавринка Тенніс Сендгрен Милош Раонич        |
| 20 січня 27 січня | Відкритий чемпіонат Австралії з тенісу Мельбурн, Австралія Grand Slam A$32,846,000 – Тверде 128S/128Q/64D/32X Одиночний розряд – Парний розряд – Мікст | Барбора Крейчикова Нікола Мектич 5–7, 6–4, [10–1] | Бетані Маттек-Сендс Джеймі Маррей | Александр Зверєв Роджер Федерер | Рафаель Надаль Стен Вавринка Тенніс Сендгрен Милош Раонич        |

### Лютий
| Тиждень   | Турнір | Чемпіони                                                         | Фіналісти                           | Півфіналісти                         | Чвертьфіналісти                                                        |
| --------- | --- | ---------------------------------------------------------------- | ----------------------------------- | ------------------------------------ | ---------------------------------------------------------------------- |
| 3 лютого  | Open Sud de France Монпельє, Франція ATP Tour 250 €606,350 – Тверде (i) – 28S/16Q/16D Одиночний розряд – Парний розряд                | Гаель Монфіс 7–5, 6–3                                            | Вашек Поспішил                      | Філіп Країнович Давід Ґоффен         | Норберт Ґомбос Грегуар Баррер Рішар Гаске П'єр-Юг Ербер                |
| 3 лютого  | Open Sud de France Монпельє, Франція ATP Tour 250 €606,350 – Тверде (i) – 28S/16Q/16D Одиночний розряд – Парний розряд                | Нікола Чачиц Мате Павич 6–4, 6–7(4–7), [10–4]                    | Домінік Інглот Айсам-уль-Хак Куреші | Філіп Країнович Давід Ґоффен         | Норберт Ґомбос Грегуар Баррер Рішар Гаске П'єр-Юг Ербер                |
| 3 лютого  | Maharashtra Open Пуне, Індія ATP Tour 250 $610,010 – Тверде – 28S/16Q/16D Одиночний розряд – Парний розряд                            | Їржі Веселий 7–6(7–2), 5–7, 6–3                                  | Єгор Герасимов                      | Джеймс Дакворт Річардас Беранкіс     | Роберто Маркора Квон Сун-ву Ілля Івашко Юіті Суґіта                    |
| 3 лютого  | Maharashtra Open Пуне, Індія ATP Tour 250 $610,010 – Тверде – 28S/16Q/16D Одиночний розряд – Парний розряд                            | Андре Ґоранссон Крістофер Рунґкат 6–2, 3–6, [10–8]               | Джонатан Ерліх Андрій Василевський  | Джеймс Дакворт Річардас Беранкіс     | Роберто Маркора Квон Сун-ву Ілля Івашко Юіті Суґіта                    |
| 3 лютого  | Córdoba Open Кордова (місто, Аргентина), Аргентина ATP Tour 250 $610,010 – Ґрунт (red) – 28S/16Q/16D Одиночний розряд – Парний розряд | Крістіан Гарін 2–6, 6–4, 6–0                                     | Дієго Шварцман                      | Ласло Дьєр Андрей Мартін             | Альберт Рамос Віньолас Хуан Ігнасіо Лондеро Пабло Куевас Корентен Муте |
| 3 лютого  | Córdoba Open Кордова (місто, Аргентина), Аргентина ATP Tour 250 $610,010 – Ґрунт (red) – 28S/16Q/16D Одиночний розряд – Парний розряд | Марсело Демолінер Матве Мідделкоп 6–3, 7–6(7–4)                  | Леонардо Маєр Андрес Мольтені       | Ласло Дьєр Андрей Мартін             | Альберт Рамос Віньолас Хуан Ігнасіо Лондеро Пабло Куевас Корентен Муте |
| 10 лютого | Rotterdam Open Роттердам, Нідерланди ATP Tour 500 €2,155,295 – Тверде (i) – 32S/16Q/16D Одиночний розряд – Парний розряд              | Гаель Монфіс 6–2, 6–4                                            | Фелікс Оже-Аліассім                 | Філіп Країнович Пабло Карреньо Буста | Андрій Рубльов Ден Еванс Яннік Сіннер Аляж Бедене                      |
| 10 лютого | Rotterdam Open Роттердам, Нідерланди ATP Tour 500 €2,155,295 – Тверде (i) – 32S/16Q/16D Одиночний розряд – Парний розряд              | П'єр-Юг Ербер Ніколя Маю 7–6(7–5), 4–6, [10–7]                   | Генрі Контінен Ян-Леннард Штруфф    | Філіп Країнович Пабло Карреньо Буста | Андрій Рубльов Ден Еванс Яннік Сіннер Аляж Бедене                      |
| 10 лютого | New York Open Юніондейл (Нью-Йорк), США ATP Tour 250 $804,180 – Тверде (i) – 28S/16Q/16D Одиночний розряд – Парний розряд             | Кайл Едмунд 7–5, 6–1                                             | Андреас Сеппі                       | Джейсон Янґ Міомір Кецмановіч        | Джордан Томпсон Рейллі Опелка Уго Юмбер Квон Сун-ву                    |
| 10 лютого | New York Open Юніондейл (Нью-Йорк), США ATP Tour 250 $804,180 – Тверде (i) – 28S/16Q/16D Одиночний розряд – Парний розряд             | Домінік Інглот Айсам-уль-Хак Куреші 7–6(7–5), 7–6(8–6)           | Стів Джонсон Рейллі Опелка          | Джейсон Янґ Міомір Кецмановіч        | Джордан Томпсон Рейллі Опелка Уго Юмбер Квон Сун-ву                    |
| 10 лютого | Argentina Open Буенос-Айрес, Аргентина ATP Tour 250 $696,280 – Ґрунт (red) – 28S/16Q/16D Одиночний розряд – Парний розряд             | Каспер Рууд 6–1, 6–4                                             | Педро Соуза                         | Дієго Шварцман Хуан Ігнасіо Лондеро  | Пабло Куевас Тьяго Монтейро Душан Лайович Гідо Пелья                   |
| 10 лютого | Argentina Open Буенос-Айрес, Аргентина ATP Tour 250 $696,280 – Ґрунт (red) – 28S/16Q/16D Одиночний розряд – Парний розряд             | Марсель Гранольєрс Орасіо Себальйос 6–4, 5–7, [18–16]            | Гільєрмо Дюран Хуан Ігнасіо Лондеро | Дієго Шварцман Хуан Ігнасіо Лондеро  | Пабло Куевас Тьяго Монтейро Душан Лайович Гідо Пелья                   |
| 17 лютого | Rio Open Ріо-де-Жанейро, Бразилія ATP Tour 500 $1,915,485 – Ґрунт (red) – 32S/16Q/16D Одиночний розряд – Парний розряд                | Крістіан Гарін 7–6(7–3), 7–5                                     | Джанлука Маґер                      | Аттіла Балаж Борна Чорич             | Домінік Тім Педро Мартінес Федеріко Корія Лоренцо Сонего               |
| 17 лютого | Rio Open Ріо-де-Жанейро, Бразилія ATP Tour 500 $1,915,485 – Ґрунт (red) – 32S/16Q/16D Одиночний розряд – Парний розряд                | Марсель Гранольєрс Орасіо Себальйос 6–4, 5–7, [10–7]             | Сальваторе Карузо Федеріко Гайо     | Аттіла Балаж Борна Чорич             | Домінік Тім Педро Мартінес Федеріко Корія Лоренцо Сонего               |
| 17 лютого | Open 13 Марсель, Франція ATP Tour 250 €769,670 – Тверде (i) – 28S/16Q/16D Одиночний розряд – Парний розряд                            | Стефанос Ціціпас 6–3, 6–4                                        | Фелікс Оже-Аліассім                 | Жиль Сімон Олександр Бублик          | Данило Медведєв Єгор Герасимов Денис Шаповалов Вашек Поспішил          |
| 17 лютого | Open 13 Марсель, Франція ATP Tour 250 €769,670 – Тверде (i) – 28S/16Q/16D Одиночний розряд – Парний розряд                            | Ніколя Маю Вашек Поспішил 6–3, 6–4                               | Веслі Колгоф Нікола Мектич          | Жиль Сімон Олександр Бублик          | Данило Медведєв Єгор Герасимов Денис Шаповалов Вашек Поспішил          |
| 17 лютого | Delray Beach Open Делрей-Біч, США ATP Tour 250 $673,655 – Тверде – 32S/16Q/16D Одиночний розряд – Парний розряд                       | Рейллі Опелка 7–5, 6–7(4–7), 6–2                                 | Йосіхіто Нісіока                    | Уго Юмбер Милош Раонич               | Френсіс Тіафо Брендон Накашіма Квон Сун-ву Стів Джонсон                |
| 17 лютого | Delray Beach Open Делрей-Біч, США ATP Tour 250 $673,655 – Тверде – 32S/16Q/16D Одиночний розряд – Парний розряд                       | Боб Браян Майк Браян 3–6, 7–5, [10–5]                            | Люк Бембрідж Бен Маклахлан          | Уго Юмбер Милош Раонич               | Френсіс Тіафо Брендон Накашіма Квон Сун-ву Стів Джонсон                |
| 24 лютого | Dubai Tennis Championships Дубай, ОАЕ ATP Tour 500 $2,950,420 – Тверде – 32S/16Q/16D Одиночний розряд – Парний розряд                 | Новак Джокович 6–3, 6–4                                          | Стефанос Ціціпас                    | Гаель Монфіс Ден Еванс               | Карен Хачанов Рішар Гаске Андрій Рубльов Ян-Леннард Штруфф             |
| 24 лютого | Dubai Tennis Championships Дубай, ОАЕ ATP Tour 500 $2,950,420 – Тверде – 32S/16Q/16D Одиночний розряд – Парний розряд                 | Джон Пірс (тенісист) Майкл Вінус 6–3, 6–2                        | Равен Класен Олівер Марах           | Гаель Монфіс Ден Еванс               | Карен Хачанов Рішар Гаске Андрій Рубльов Ян-Леннард Штруфф             |
| 24 лютого | Abierto Mexicano Telcel Акапулько, Мексика ATP Tour 500 $2,000,845 – Тверде – 32S/16Q/16D Одиночний розряд – Парний розряд            | Рафаель Надаль 6–3, 6–2                                          | Тейлор Фріц                         | Григор Димитров Джон Ізнер           | Квон Сун-ву Стен Вавринка Кайл Едмунд Томмі Пол                        |
| 24 лютого | Abierto Mexicano Telcel Акапулько, Мексика ATP Tour 500 $2,000,845 – Тверде – 32S/16Q/16D Одиночний розряд – Парний розряд            | Лукаш Кубот Марсело Мело 7–6(8–6), 6–7(4–7), [11–9]              | Хуан Себастьян Кабаль Роберт Фара   | Григор Димитров Джон Ізнер           | Квон Сун-ву Стен Вавринка Кайл Едмунд Томмі Пол                        |
| 24 лютого | Chile Open Сантьяго, Чилі ATP Tour 250 $674,730 – Ґрунт (red) – 28S/16Q/16D Одиночний розряд – Парний розряд                          | Тьягу Сейбот Вілд 7–5, 4–6, 6–3                                  | Каспер Рууд                         | Ренцо Оліво Альберт Рамос Віньолас   | Крістіан Гарін Уго Дельєн Тьяго Монтейро Федеріко Дельбоніс            |
| 24 лютого | Chile Open Сантьяго, Чилі ATP Tour 250 $674,730 – Ґрунт (red) – 28S/16Q/16D Одиночний розряд – Парний розряд                          | Роберто Карбальєс-Баена Алехандро Давидович Фокіна 7–6(7–3), 6–1 | Марсело Аревало Джонні О'Мара       | Ренцо Оліво Альберт Рамос Віньолас   | Крістіан Гарін Уго Дельєн Тьяго Монтейро Федеріко Дельбоніс            |

### Березень
| Тиждень   | Турнір | Чемпіони | Фіналісти | Півфіналісти | Чвертьфіналісти |
| --------- | --- | --- | --- | ------------ | --------------- |
| 2 березня | Davis Cup Qualifying Round Загреб, Хорватія – Тверде (i) Дебрецен, Угорщина – Тверде (i) Богота, Колумбія – Ґрунт (i) Гонолулу, США – Тверде (i) Аделаїда, Австралія – Тверде Кальярі, Італія – Ґрунт Дюссельдорф, Німеччина – Тверде (i) Нур-Султан, Казахстан – Тверде (i) Братислава, Словаччина – Ґрунт (i) Премштеттен, Австрія – Тверде (i) Мікі (Хьоґо), Японія – Тверде (i) Стокгольм, Швеція – Тверде (i) | Переможці кваліфікації Хорватія 3–1 · Угорщина 3–2 · Колумбія 3–1 · Сполучені Штати Америки 4–0 · Австралія 3–1 · Італія 4–0 · Німеччина 4–1 · Казахстан 3–1 · Чехія 3–1 · Австрія 3–1 · Еквадор 3–0 · Швеція 3–1 · | Зазнали поразки Узбекистан · Бельгія · Аргентина · Індія · Бразилія · Південна Корея · Білорусь · Нідерланди · Словаччина · Уругвай · Японія · Чилі |              |                 |

### Квітень–Липень
Турніри не відбулись через COVID-19.

### Серпень
| Тиждень             | Турнір | Чемпіони                                     | Фіналісти                  | Півфіналісти                           | Чвертьфіналісти                                                 |
| ------------------- | --- | -------------------------------------------- | -------------------------- | -------------------------------------- | --------------------------------------------------------------- |
| 24 серпня           | Western & Southern Open New York City, США ATP Tour Masters 1000 $4,674,780 − Тверде – 56S/48Q/32D Одиночний розряд – Парний розряд               | Новак Джокович 1–6, 6–3, 6–4                 | Милош Раонич               | Роберто Баутіста Аґут Стефанос Ціціпас | Ян-Леннард Штруфф Данило Медведєв Рейллі Опелка Філіп Країнович |
| 24 серпня           | Western & Southern Open New York City, США ATP Tour Masters 1000 $4,674,780 − Тверде – 56S/48Q/32D Одиночний розряд – Парний розряд               | Пабло Карреньо Буста Алекс де Мінор 6–2, 7–5 | Джеймі Маррей Ніл Скупскі  | Роберто Баутіста Аґут Стефанос Ціціпас | Ян-Леннард Штруфф Данило Медведєв Рейллі Опелка Філіп Країнович |
| 31 серпня 7 вересня | Відкритий чемпіонат США з тенісу New York City, США Grand Slam $21,656,000 − Тверде – 128S/32D Одиночний розряд – Парний розряд − Мікст відмінено | Домінік Тім 2–6, 4–6, 6–4, 6–3, 7–6(8–6)     | Александр Зверєв           | Пабло Карреньо Буста Данило Медведєв   | Денис Шаповалов Борна Чорич Андрій Рубльов Алекс де Мінор       |
| 31 серпня 7 вересня | Відкритий чемпіонат США з тенісу New York City, США Grand Slam $21,656,000 − Тверде – 128S/32D Одиночний розряд – Парний розряд − Мікст відмінено | Мате Павич Бруно Соарес 7–5, 6–3             | Веслі Колгоф Нікола Мектич | Пабло Карреньо Буста Данило Медведєв   | Денис Шаповалов Борна Чорич Андрій Рубльов Алекс де Мінор       |

### Вересень
| Тиждень             | Турнір | Чемпіони                                             | Фіналісти                           | Півфіналісти                    | Чвертьфіналісти                                                        |
| ------------------- | --- | ---------------------------------------------------- | ----------------------------------- | ------------------------------- | ---------------------------------------------------------------------- |
| 7 вересня           | Austrian Open Kitzbühel Кіцбюель, Австрія ATP Tour 250 €400,335 – Ґрунт (red) – 28S/24Q/16D Одиночний розряд – Парний розряд                              | Міомір Кецмановіч 6–4, 6–4                           | Яннік Ганфманн                      | Марк-Андреа Гюслер Ласло Дьєр   | Фелісіано Лопес Федеріко Дельбоніс Максіміліан Мартерер Дієго Шварцман |
| 7 вересня           | Austrian Open Kitzbühel Кіцбюель, Австрія ATP Tour 250 €400,335 – Ґрунт (red) – 28S/24Q/16D Одиночний розряд – Парний розряд                              | Остін Крайчек Франко Шкугор 7–6(7–5), 7–5            | Марсель Гранольєрс Орасіо Себальйос | Марк-Андреа Гюслер Ласло Дьєр   | Фелісіано Лопес Федеріко Дельбоніс Максіміліан Мартерер Дієго Шварцман |
| 14 вересня          | Italian Open Rome, Італія ATP Tour Masters 1000 €3,854,000 – Ґрунт (red) – 56S/64Q/32D Одиночний розряд – Парний розряд                                   | Новак Джокович 7–5, 6–3                              | Дієго Шварцман                      | Каспер Рууд Денис Шаповалов     | Домінік Кепфер Маттео Берреттіні Григор Димитров Рафаель Надаль        |
| 14 вересня          | Italian Open Rome, Італія ATP Tour Masters 1000 €3,854,000 – Ґрунт (red) – 56S/64Q/32D Одиночний розряд – Парний розряд                                   | Марсель Гранольєрс Орасіо Себальйос 6–4, 5–7, [10–8] | Жеремі Шарді Фабріс Мартен          | Каспер Рууд Денис Шаповалов     | Домінік Кепфер Маттео Берреттіні Григор Димитров Рафаель Надаль        |
| 21 вересня          | Hamburg European Open Гамбург, Німеччина ATP Tour 500 €1,203,960 – Ґрунт (red) – 32S/16Q/16D Одиночний розряд – Парний розряд                             | Андрій Рубльов 6–4, 3–6, 7–5                         | Стефанос Ціціпас                    | Каспер Рууд Крістіан Гарін      | Уго Юмбер Роберто Баутіста Аґут Олександр Бублик Душан Лайович         |
| 21 вересня          | Hamburg European Open Гамбург, Німеччина ATP Tour 500 €1,203,960 – Ґрунт (red) – 32S/16Q/16D Одиночний розряд – Парний розряд                             | Джон Пірс (тенісист) Майкл Вінус 6–3, 6–4            | Іван Додіг Мате Павич               | Каспер Рууд Крістіан Гарін      | Уго Юмбер Роберто Баутіста Аґут Олександр Бублик Душан Лайович         |
| 27 вересня 5 жовтня | Відкритий чемпіонат Франції з тенісу Paris, Франція Grand Slam €18,209,040 − Ґрунт (red) 128S/128Q/64D Одиночний розряд – Парний розряд − Мікст відмінено | Рафаель Надаль 6–0, 6–2, 7–5                         | Новак Джокович                      | Стефанос Ціціпас Дієго Шварцман | Пабло Карреньо Буста Андрій Рубльов Домінік Тім Яннік Сіннер           |
| 27 вересня 5 жовтня | Відкритий чемпіонат Франції з тенісу Paris, Франція Grand Slam €18,209,040 − Ґрунт (red) 128S/128Q/64D Одиночний розряд – Парний розряд − Мікст відмінено | Кевін Кравіц Андреас Міс 6–3, 7–5                    | Мате Павич Бруно Соарес             | Стефанос Ціціпас Дієго Шварцман | Пабло Карреньо Буста Андрій Рубльов Домінік Тім Яннік Сіннер           |

### Жовтень
| Тиждень   | Турнір | Чемпіони                                       | Фіналісти                         | Півфіналісти                                     | Чвертьфіналісти                                                         |
| --------- | --- | ---------------------------------------------- | --------------------------------- | ------------------------------------------------ | ----------------------------------------------------------------------- |
| 12 жовтня | St. Petersburg Open Санкт-Петербург, Росія ATP Tour 500 $1,399,370 – Тверде (i) – 32S/16Q/16D Одиночний розряд – Парний розряд | Андрій Рубльов 7–6(7–5), 6–4                   | Борна Чорич                       | Милош Раонич Денис Шаповалов                     | Рейллі Опелка Карен Хачанов Кемерон Норрі Стен Вавринка                 |
| 12 жовтня | St. Petersburg Open Санкт-Петербург, Росія ATP Tour 500 $1,399,370 – Тверде (i) – 32S/16Q/16D Одиночний розряд – Парний розряд | Юрген Мельцер Едуар Роже-Васслен 6–2, 7–6(7–4) | Марсело Демолінер Матве Мідделкоп | Милош Раонич Денис Шаповалов                     | Рейллі Опелка Карен Хачанов Кемерон Норрі Стен Вавринка                 |
| 12 жовтня | Bett1Hulks Indoors Кельн, Німеччина ATP Tour 250 €325,610 – Тверде (i) – 28S/16Q/16D Одиночний розряд – Парний розряд          | Александр Зверєв 6–3, 6–3                      | Фелікс Оже-Аліассім               | Алехандро Давидович Фокіна Роберто Баутіста Аґут | Ллойд Гарріс Денніс Новак Раду Албот Губерт Гуркач                      |
| 12 жовтня | Bett1Hulks Indoors Кельн, Німеччина ATP Tour 250 €325,610 – Тверде (i) – 28S/16Q/16D Одиночний розряд – Парний розряд          | П'єр-Юг Ербер Ніколя Маю 6–4, 6–4              | Лукаш Кубот Марсело Мело          | Алехандро Давидович Фокіна Роберто Баутіста Аґут | Ллойд Гарріс Денніс Новак Раду Албот Губерт Гуркач                      |
| 12 жовтня | Forte Village Sardegna Open Пула (Італія), Італія ATP Tour 250 €271,345 – Ґрунт – 28S/16Q/16D Одиночний розряд – Парний розряд | Ласло Дьєр 7–6(7–3), 7–5                       | Марко Чеккінато                   | Данило Петрович Лоренцо Музетті                  | Федеріко Дельбоніс Альберт Рамос Віньолас Яннік Ганфманн Їржі Веселий   |
| 12 жовтня | Forte Village Sardegna Open Пула (Італія), Італія ATP Tour 250 €271,345 – Ґрунт – 28S/16Q/16D Одиночний розряд – Парний розряд | Маркус Даніелл Філіпп Освальд 6–3, 6–4         | Хуан Себастьян Кабаль Роберт Фара | Данило Петрович Лоренцо Музетті                  | Федеріко Дельбоніс Альберт Рамос Віньолас Яннік Ганфманн Їржі Веселий   |
| 19 жовтня | European Open Антверпен, Бельгія ATP Tour 250 €472,590 – Тверде (i) – 28S/16Q/16D Одиночний розряд – Парний розряд             | Уго Юмбер 6–1, 7–6(7–4)                        | Алекс де Мінор                    | Григор Димитров Ден Еванс                        | Маркос Гірон Милош Раонич Карен Хачанов Ллойд Гарріс                    |
| 19 жовтня | European Open Антверпен, Бельгія ATP Tour 250 €472,590 – Тверде (i) – 28S/16Q/16D Одиночний розряд – Парний розряд             | Джон Пірс (тенісист) Майкл Вінус 6–3, 6–4      | Роган Бопанна Матве Мідделкоп     | Григор Димитров Ден Еванс                        | Маркос Гірон Милош Раонич Карен Хачанов Ллойд Гарріс                    |
| 19 жовтня | Bett1Hulks Championship Кельн, Німеччина ATP Tour 250 €325,610 – Тверде (i) – 28S/16Q/16D Одиночний розряд – Парний розряд     | Александр Зверєв 6–2, 6–1                      | Дієго Шварцман                    | Яннік Сіннер Фелікс Оже-Аліассім                 | Адріан Маннаріно Жиль Сімон Йосіхіто Нісіока Алехандро Давидович Фокіна |
| 19 жовтня | Bett1Hulks Championship Кельн, Німеччина ATP Tour 250 €325,610 – Тверде (i) – 28S/16Q/16D Одиночний розряд – Парний розряд     | Равен Класен Бен Маклахлан 6–2, 6–4            | Кевін Кравіц Андреас Міс          | Яннік Сіннер Фелікс Оже-Аліассім                 | Адріан Маннаріно Жиль Сімон Йосіхіто Нісіока Алехандро Давидович Фокіна |
| 26 жовтня | Vienna Open Відень, Австрія ATP Tour 500 €1,550,950 – Тверде (i) – 32S/16Q/16D Одиночний розряд – Парний розряд                | Андрій Рубльов 6–4, 6–4                        | Лоренцо Сонего                    | Ден Еванс Кевін Андерсон                         | Новак Джокович Григор Димитров Данило Медведєв Домінік Тім              |
| 26 жовтня | Vienna Open Відень, Австрія ATP Tour 500 €1,550,950 – Тверде (i) – 32S/16Q/16D Одиночний розряд – Парний розряд                | Лукаш Кубот Марсело Мело 7–6(7–5), 7–5         | Джеймі Маррей Ніл Скупскі         | Ден Еванс Кевін Андерсон                         | Новак Джокович Григор Димитров Данило Медведєв Домінік Тім              |
| 26 жовтня | Astana Open Нур-Султан, Казахстан ATP Tour 250 $337,000 – Тверде (i) – 28S/16Q/16D Одиночний розряд – Парний розряд            | Джон Міллман 7–5, 6–1                          | Адріан Маннаріно                  | Еміль Русувуорі Френсіс Тіафо                    | Михайло Кукушкін Маккензі Макдоналд Томмі Пол Єгор Герасимов            |
| 26 жовтня | Astana Open Нур-Султан, Казахстан ATP Tour 250 $337,000 – Тверде (i) – 28S/16Q/16D Одиночний розряд – Парний розряд            | Сандер Жіє Йоран Вліґен 7–5, 6–3               | Макс Перселл Люк Савіль           | Еміль Русувуорі Френсіс Тіафо                    | Михайло Кукушкін Маккензі Макдоналд Томмі Пол Єгор Герасимов            |

### Листопад
| Тиждень                  | Турнір | Чемпіони                                                     | Фіналісти                        | Півфіналісти                  | Чвертьфіналісти                                                                 |
| ------------------------ | --- | ------------------------------------------------------------ | -------------------------------- | ----------------------------- | ------------------------------------------------------------------------------- |
| 2 листопада              | Paris Masters Paris, Франція ATP Tour Masters 1000 €4,289,970 – Тверде (i) – 58S/28Q/24D Одиночний розряд – Парний розряд | Данило Медведєв 5–7, 6–4, 6–1                                | Александр Зверєв                 | Рафаель Надаль Милош Раонич   | Пабло Карреньо Буста Стен Вавринка Дієго Шварцман Уго Юмбер                     |
| 2 листопада              | Paris Masters Paris, Франція ATP Tour Masters 1000 €4,289,970 – Тверде (i) – 58S/28Q/24D Одиночний розряд – Парний розряд | Фелікс Оже-Аліассім Губерт Гуркач 6–7(3–7), 7–6(9–7), [10–2] | Мате Павич Бруно Соарес          | Рафаель Надаль Милош Раонич   | Пабло Карреньо Буста Стен Вавринка Дієго Шварцман Уго Юмбер                     |
| 9 листопада              | Sofia Open Софія, Болгарія ATP Tour 250 €389,270 – Тверде (i) – 28S/16Q/16D Одиночний розряд – Парний розряд              | Яннік Сіннер 6–4, 3–6, 7–6(7–3)                              | Вашек Поспішил                   | Адріан Маннаріно Рішар Гаске  | Раду Албот Алекс де Мінор Джон Міллман Сальваторе Карузо                        |
| 9 листопада              | Sofia Open Софія, Болгарія ATP Tour 250 €389,270 – Тверде (i) – 28S/16Q/16D Одиночний розряд – Парний розряд              | Джеймі Маррей Ніл Скупскі Walkover                           | Юрген Мельцер Едуар Роже-Васслен | Адріан Маннаріно Рішар Гаске  | Раду Албот Алекс де Мінор Джон Міллман Сальваторе Карузо                        |
| 9 листопада 16 листопада | ATP Finals London, Велика Британія ATP Фінали $5,700,000 – Тверде (i) – 8S/8D (RR) Одиночний розряд – Парний розряд       | Данило Медведєв 4–6, 7–6(7–2), 6–4                           | Домінік Тім                      | Рафаель Надаль Новак Джокович | Круговий турнір Александр Зверєв Дієго Шварцман Стефанос Ціціпас Андрій Рубльов |
| 9 листопада 16 листопада | ATP Finals London, Велика Британія ATP Фінали $5,700,000 – Тверде (i) – 8S/8D (RR) Одиночний розряд – Парний розряд       | Веслі Колгоф Нікола Мектич 6–2, 3–6, [10–5]                  | Юрген Мельцер Едуар Роже-Васслен | Рафаель Надаль Новак Джокович | Круговий турнір Александр Зверєв Дієго Шварцман Стефанос Ціціпас Андрій Рубльов |

## Статистична інформація
Ці таблиці показують кількість виграних турнірів кожним окремим гравцем та представниками різних країн. Враховані одиночні (S), парні (D) та змішані (X) титули на турнірах усіх рівнів: Великий шолом, Підсумковий, Мастерс, 500, 250. Гравців і країни розподілено за такими показниками:
1. Загальна кількість титулів (титул в парному розряді, виграний двома тенісистами, які представляють одну й ту саму країну, зараховано як  лише один виграш для країни);
2. Сумарна цінність усіх виграних титулів (одна перемога на турнірі Великого шолома, дорівнює двом перемогам на турнірі Мастерс 1000, одна перемога на Фіналі Світового Туру ATP дорівнює півтора перемогам на турнірі Мастерс 1000, один Мастерс 1000 дорівнює двом Мастерс 500, один Мастерс 500 дорівнює двом Мастерс 250);
3. Ієрархія розрядів: одиночний > парний > змішаний;
4. Алфавітний порядок (для гравців за прізвищем).

### Легенда
| Турніри Великого шолома       |
| Фінал Світового Туру ATP      |
| Світовий Тур ATP Мастерс 1000 |
| Світовий Тур ATP 500          |
| Світовий Тур ATP 250          |

### Титули окремих гравців
| Всього | Гравець                          | Великий шолом | Великий шолом | Великий шолом | ATP Фінали | ATP Фінали | Masters 1000 | Masters 1000 | Tour 500 | Tour 500 | Tour 250 | Tour 250 | Всього | Всього | Всього |
| Всього | Гравець                          | S             | D             | X             | S          | D          | S            | D            | S        | D        | S        | D        | S      | D      | X      |
| ------ | -------------------------------- | ------------- | ------------- | ------------- | ---------- | ---------- | ------------ | ------------ | -------- | -------- | -------- | -------- | ------ | ------ | ------ |
| 5      | Андрій Рубльов (тенісист) (RUS)  |               |               |               |            |            |              |              | ●        |          | ●        |          | 5      | 0      | 0      |
| 4      | Новак Джокович (SRB)             | ●             |               |               |            |            | ●            |              | ●        |          |          |          | 4      | 0      | 0      |
| 3      | Марсель Гранольєрс (ESP)         |               |               |               |            |            |              | ●            |          | ●        |          | ●        | 0      | 3      | 0      |
| 3      | Орасіо Себальйос (ARG)           |               |               |               |            |            |              | ●            |          | ●        |          | ●        | 0      | 3      | 0      |
| 3      | Джон Пірс (тенісист) (AUS)       |               |               |               |            |            |              |              |          | ●        |          | ●        | 0      | 3      | 0      |
| 3      | Майкл Вінус (тенісист) (NZL)     |               |               |               |            |            |              |              |          | ●        |          | ●        | 0      | 3      | 0      |
| 3      | Ніколя Маю (FRA)                 |               |               |               |            |            |              |              |          | ●        |          | ●        | 0      | 3      | 0      |
| 2      | Нікола Мектич (CRO)              |               |               | ●             |            | ●          |              |              |          |          |          |          | 0      | 1      | 1      |
| 2      | Рафаель Надаль (ESP)             | ●             |               |               |            |            |              |              | ●        |          |          |          | 2      | 0      | 0      |
| 2      | Мате Павич (CRO)                 |               | ●             |               |            |            |              |              |          |          |          | ●        | 0      | 2      | 0      |
| 2      | Данило Медведєв (RUS)            |               |               |               | ●          |            | ●            |              |          |          |          |          | 2      | 0      | 0      |
| 2      | Веслі Колгоф (NED)               |               |               |               |            | ●          |              |              |          |          |          | ●        | 0      | 2      | 0      |
| 2      | Лукаш Кубот (POL)                |               |               |               |            |            |              |              |          | ●        |          |          | 0      | 2      | 0      |
| 2      | Марсело Мело (BRA)               |               |               |               |            |            |              |              |          | ●        |          |          | 0      | 2      | 0      |
| 2      | Крістіан Гарін (CHI)             |               |               |               |            |            |              |              | ●        |          | ●        |          | 2      | 0      | 0      |
| 2      | Гаель Монфіс (FRA)               |               |               |               |            |            |              |              | ●        |          | ●        |          | 2      | 0      | 0      |
| 2      | П'єр-Юг Ербер (FRA)              |               |               |               |            |            |              |              |          | ●        |          | ●        | 0      | 2      | 0      |
| 2      | Уго Юмбер (FRA)                  |               |               |               |            |            |              |              |          |          | ●        |          | 2      | 0      | 0      |
| 2      | Александр Зверєв (GER)           |               |               |               |            |            |              |              |          |          | ●        |          | 2      | 0      | 0      |
| 2      | Бен Маклахлан (JPN)              |               |               |               |            |            |              |              |          |          |          | ●        | 0      | 2      | 0      |
| 1      | Домінік Тім (AUT)                | ●             |               |               |            |            |              |              |          |          |          |          | 1      | 0      | 0      |
| 1      | Кевін Кравіц (GER)               |               | ●             |               |            |            |              |              |          |          |          |          | 0      | 1      | 0      |
| 1      | Андреас Міс (GER)                |               | ●             |               |            |            |              |              |          |          |          |          | 0      | 1      | 0      |
| 1      | Ражів Рам (USA)                  |               | ●             |               |            |            |              |              |          |          |          |          | 0      | 1      | 0      |
| 1      | Джо Солсбері (GBR)               |               | ●             |               |            |            |              |              |          |          |          |          | 0      | 1      | 0      |
| 1      | Бруно Соарес (BRA)               |               | ●             |               |            |            |              |              |          |          |          |          | 0      | 1      | 0      |
| 1      | Фелікс Оже-Аліассім (CAN)        |               |               |               |            |            |              | ●            |          |          |          |          | 0      | 1      | 0      |
| 1      | Пабло Карреньо Буста (ESP)       |               |               |               |            |            |              | ●            |          |          |          |          | 0      | 1      | 0      |
| 1      | Алекс де Мінор (AUS)             |               |               |               |            |            |              | ●            |          |          |          |          | 0      | 1      | 0      |
| 1      | Губерт Гуркач (POL)              |               |               |               |            |            |              | ●            |          |          |          |          | 0      | 1      | 0      |
| 1      | Юрген Мельцер (AUT)              |               |               |               |            |            |              |              |          | ●        |          |          | 0      | 1      | 0      |
| 1      | Едуар Роже-Васслен (FRA)         |               |               |               |            |            |              |              |          | ●        |          |          | 0      | 1      | 0      |
| 1      | Ласло Дьєр (SRB)                 |               |               |               |            |            |              |              |          |          | ●        |          | 1      | 0      | 0      |
| 1      | Кайл Едмунд (GBR)                |               |               |               |            |            |              |              |          |          | ●        |          | 1      | 0      | 0      |
| 1      | Міомір Кецмановіч (SRB)          |               |               |               |            |            |              |              |          |          | ●        |          | 1      | 0      | 0      |
| 1      | Джон Міллман (AUS)               |               |               |               |            |            |              |              |          |          | ●        |          | 1      | 0      | 0      |
| 1      | Рейллі Опелка (USA)              |               |               |               |            |            |              |              |          |          | ●        |          | 1      | 0      | 0      |
| 1      | Каспер Рууд (NOR)                |               |               |               |            |            |              |              |          |          | ●        |          | 1      | 0      | 0      |
| 1      | Стефанос Ціціпас (GRE)           |               |               |               |            |            |              |              |          |          | ●        |          | 1      | 0      | 0      |
| 1      | Їржі Веселий (CZE)               |               |               |               |            |            |              |              |          |          | ●        |          | 1      | 0      | 0      |
| 1      | Тьягу Сейбот Вілд (BRA)          |               |               |               |            |            |              |              |          |          | ●        |          | 1      | 0      | 0      |
| 1      | Яннік Сіннер (ITA)               |               |               |               |            |            |              |              |          |          | ●        |          | 1      | 0      | 0      |
| 1      | Люк Бембрідж (GBR)               |               |               |               |            |            |              |              |          |          |          | ●        | 0      | 1      | 0      |
| 1      | Роган Бопанна (IND)              |               |               |               |            |            |              |              |          |          |          | ●        | 0      | 1      | 0      |
| 1      | Боб Браян (USA)                  |               |               |               |            |            |              |              |          |          |          | ●        | 0      | 1      | 0      |
| 1      | Майк Браян (USA)                 |               |               |               |            |            |              |              |          |          |          | ●        | 0      | 1      | 0      |
| 1      | Нікола Чачиц (SRB)               |               |               |               |            |            |              |              |          |          |          | ●        | 0      | 1      | 0      |
| 1      | Роберто Карбальєс-Баена (ESP)    |               |               |               |            |            |              |              |          |          |          | ●        | 0      | 1      | 0      |
| 1      | Маркус Даніелл (NZL)             |               |               |               |            |            |              |              |          |          |          | ●        | 0      | 1      | 0      |
| 1      | Алехандро Давидович Фокіна (ESP) |               |               |               |            |            |              |              |          |          |          | ●        | 0      | 1      | 0      |
| 1      | Марсело Демолінер (BRA)          |               |               |               |            |            |              |              |          |          |          | ●        | 0      | 1      | 0      |
| 1      | Сандер Жіє (BEL)                 |               |               |               |            |            |              |              |          |          |          | ●        | 0      | 1      | 0      |
| 1      | Максімо Гонсалес (ARG)           |               |               |               |            |            |              |              |          |          |          | ●        | 0      | 1      | 0      |
| 1      | Андре Ґоранссон (SWE)            |               |               |               |            |            |              |              |          |          |          | ●        | 0      | 1      | 0      |
| 1      | Домінік Інглот (GBR)             |               |               |               |            |            |              |              |          |          |          | ●        | 0      | 1      | 0      |
| 1      | Равен Класен (RSA)               |               |               |               |            |            |              |              |          |          |          | ●        | 0      | 1      | 0      |
| 1      | Остін Крайчек (USA)              |               |               |               |            |            |              |              |          |          |          | ●        | 0      | 1      | 0      |
| 1      | Фабріс Мартен (FRA)              |               |               |               |            |            |              |              |          |          |          | ●        | 0      | 1      | 0      |
| 1      | Матве Мідделкоп (NED)            |               |               |               |            |            |              |              |          |          |          | ●        | 0      | 1      | 0      |
| 1      | Джеймі Маррей (GBR)              |               |               |               |            |            |              |              |          |          |          | ●        | 0      | 1      | 0      |
| 1      | Філіпп Освальд (AUT)             |               |               |               |            |            |              |              |          |          |          | ●        | 0      | 1      | 0      |
| 1      | Вашек Поспішил (CAN)             |               |               |               |            |            |              |              |          |          |          | ●        | 0      | 1      | 0      |
| 1      | Айсам-уль-Хак Куреші (PAK)       |               |               |               |            |            |              |              |          |          |          | ●        | 0      | 1      | 0      |
| 1      | Крістофер Рунґкат (INA)          |               |               |               |            |            |              |              |          |          |          | ●        | 0      | 1      | 0      |
| 1      | Ніл Скупскі (GBR)                |               |               |               |            |            |              |              |          |          |          | ●        | 0      | 1      | 0      |
| 1      | Франко Шкугор (CRO)              |               |               |               |            |            |              |              |          |          |          | ●        | 0      | 1      | 0      |
| 1      | Йоран Вліґен (BEL)               |               |               |               |            |            |              |              |          |          |          | ●        | 0      | 1      | 0      |

### Титули за країнами
| Всього | Nation                | Великий шолом | Великий шолом | Великий шолом | ATP Фінали | ATP Фінали | Masters 1000 | Masters 1000 | Tour 500 | Tour 500 | Tour 250 | Tour 250 | Всього | Всього | Всього |
| Всього | Nation                | S             | D             | X             | S          | D          | S            | D            | S        | D        | S        | D        | S      | D      | X      |
| ------ | --------------------- | ------------- | ------------- | ------------- | ---------- | ---------- | ------------ | ------------ | -------- | -------- | -------- | -------- | ------ | ------ | ------ |
| 9      | Франція (FRA)         |               |               |               |            |            |              |              | 1        | 2        | 3        | 3        | 4      | 5      | 0      |
| 7      | Сербія (SRB)          | 1             |               |               |            |            | 2            |              | 1        |          | 2        | 1        | 6      | 1      | 0      |
| 7      | Іспанія (ESP)         | 1             |               |               |            |            |              | 2            | 1        | 1        |          | 2        | 2      | 5      | 0      |
| 7      | Росія (RUS)           |               |               |               | 1          |            | 1            |              | 3        |          | 2        |          | 7      | 0      | 0      |
| 5      | Хорватія (CRO)        |               | 1             | 1             |            | 1          |              |              |          |          |          | 2        | 0      | 4      | 1      |
| 5      | Бразилія (BRA)        |               | 1             |               |            |            |              |              |          | 2        | 1        | 1        | 1      | 4      | 0      |
| 5      | Велика Британія (GBR) |               | 1             |               |            |            |              |              |          |          | 1        | 3        | 1      | 4      | 0      |
| 5      | Австралія (AUS)       |               |               |               |            |            |              | 1            |          | 2        | 1        | 1        | 1      | 4      | 0      |
| 4      | США (USA)             |               | 1             |               |            |            |              |              |          |          | 1        | 2        | 1      | 3      | 0      |
| 4      | Аргентина (ARG)       |               |               |               |            |            |              | 1            |          | 1        |          | 2        | 0      | 4      | 0      |
| 4      | Нова Зеландія (NZL)   |               |               |               |            |            |              |              |          | 2        |          | 2        | 0      | 4      | 0      |
| 3      | Австрія (AUT)         | 1             |               |               |            |            |              |              |          | 1        |          | 1        | 1      | 2      | 0      |
| 3      | Німеччина (GER)       |               | 1             |               |            |            |              |              |          |          | 2        |          | 2      | 1      | 0      |
| 3      | Нідерланди (NED)      |               |               |               |            | 1          |              |              |          |          |          | 2        | 0      | 3      | 0      |
| 3      | Польща (POL)          |               |               |               |            |            |              | 1            |          | 2        |          |          | 0      | 3      | 0      |
| 2      | Канада (CAN)          |               |               |               |            |            |              | 1            |          |          |          | 1        | 0      | 2      | 0      |
| 2      | Чилі (CHI)            |               |               |               |            |            |              |              | 1        |          | 1        |          | 2      | 0      | 0      |
| 2      | Японія (JPN)          |               |               |               |            |            |              |              |          |          |          | 2        | 0      | 2      | 0      |
| 1      | Чехія (CZE)           |               |               |               |            |            |              |              |          |          | 1        |          | 1      | 0      | 0      |
| 1      | Греція (GRE)          |               |               |               |            |            |              |              |          |          | 1        |          | 1      | 0      | 0      |
| 1      | Норвегія (NOR)        |               |               |               |            |            |              |              |          |          | 1        |          | 1      | 0      | 0      |
| 1      | Італія (ITA)          |               |               |               |            |            |              |              |          |          | 1        |          | 1      | 0      | 0      |
| 1      | Бельгія (BEL)         |               |               |               |            |            |              |              |          |          |          | 1        | 0      | 1      | 0      |
| 1      | Індія (IND)           |               |               |               |            |            |              |              |          |          |          | 1        | 0      | 1      | 0      |
| 1      | Індонезія (INA)       |               |               |               |            |            |              |              |          |          |          | 1        | 0      | 1      | 0      |
| 1      | Пакистан (PAK)        |               |               |               |            |            |              |              |          |          |          | 1        | 0      | 1      | 0      |
| 1      | ПАР (RSA)             |               |               |               |            |            |              |              |          |          |          | 1        | 0      | 1      | 0      |
| 1      | Швеція (SWE)          |               |               |               |            |            |              |              |          |          |          | 1        | 0      | 1      | 0      |

## Рейтинг ATP
Нижче наведено Рейтинг ATP 20 найкращих тенісистів в одиночному та парному розрядах на кінець 2020 року.

### Одиночний розряд
| Фінали ATP 2020 — фінальний рейтинг | Фінали ATP 2020 — фінальний рейтинг | Фінали ATP 2020 — фінальний рейтинг | Фінали ATP 2020 — фінальний рейтинг | Фінали ATP 2020 — фінальний рейтинг |
| #                                   | Гравець                             | Очки                                | Турніри                             |                                     |
| ----------------------------------- | ----------------------------------- | ----------------------------------- | ----------------------------------- | ----------------------------------- |
| 1                                   | Новак Джокович (SRB)                | 11,630                              | 17                                  |                                     |
| 2                                   | Рафаель Надаль (ESP)                | 9,450                               | 17                                  |                                     |
| 3                                   | Домінік Тім (AUT)                   | 8,325                               | 20                                  |                                     |
| 4                                   | Данило Медведєв (RUS)               | 6,970                               | 23                                  |                                     |
| 5                                   | Роджер Федерер (SUI)                | 6,230                               | 16                                  |                                     |
| 6                                   | Александр Зверєв (GER)              | 5,125                               | 26                                  |                                     |
| 7                                   | Стефанос Ціціпас (GRE)              | 4,625                               | 27                                  |                                     |
| 8                                   | Андрій Рубльов (RUS)                | 3,919                               | 25                                  |                                     |
| 9                                   | Дієго Шварцман (ARG)                | 3,455                               | 25                                  |                                     |
| 10                                  | Маттео Берреттіні (ITA)             | 2,875                               | 20                                  |                                     |
| 11                                  | Гаель Монфіс (FRA)                  | 2,860                               | 22                                  |                                     |
| 12                                  | Денис Шаповалов (CAN)               | 2,830                               | 29                                  |                                     |
| 13                                  | Роберто Баутіста Аґут (ESP)         | 2,710                               | 24                                  |                                     |
| 14                                  | Милош Раонич (CAN)                  | 2,580                               | 20                                  |                                     |
| 15                                  | Давід Ґоффен (BEL)                  | 2,555                               | 26                                  |                                     |
| 16                                  | Пабло Карреньо Буста (ESP)          | 2,535                               | 26                                  |                                     |
| 17                                  | Фабіо Фоніні (ITA)                  | 2,400                               | 24                                  |                                     |
| 18                                  | Стен Вавринка (SUI)                 | 2,320                               | 21                                  |                                     |
| 19                                  | Григор Димитров (BUL)               | 2,260                               | 25                                  |                                     |
| 20                                  | Карен Хачанов (RUS)                 | 2,245                               | 28                                  |                                     |

| Рейтинг на кінець року (28 грудня 2020) | Рейтинг на кінець року (28 грудня 2020) | Рейтинг на кінець року (28 грудня 2020) | Рейтинг на кінець року (28 грудня 2020) | Рейтинг на кінець року (28 грудня 2020) | Рейтинг на кінець року (28 грудня 2020) | Рейтинг на кінець року (28 грудня 2020) | Рейтинг на кінець року (28 грудня 2020) |
| #                                       | Гравець                                 | Очки                                    | Турн.                                   | '19                                     | Макс                                    | Мін                                     | '19→'20                                 |
| --------------------------------------- | --------------------------------------- | --------------------------------------- | --------------------------------------- | --------------------------------------- | --------------------------------------- | --------------------------------------- | --------------------------------------- |
| 1                                       | Новак Джокович (SRB)                    | 12,030                                  | 18                                      | 2                                       | 1                                       | 2                                       | ▲1                                      |
| 2                                       | Рафаель Надаль (ESP)                    | 9,850                                   | 18                                      | 1                                       | 1                                       | 2                                       | ▼1                                      |
| 3                                       | Домінік Тім (AUT)                       | 9,125                                   | 21                                      | 4                                       | 3                                       | 5                                       | ▲1                                      |
| 4                                       | Данило Медведєв (RUS)                   | 8,470                                   | 24                                      | 5                                       | 4                                       | 6                                       | ▲1                                      |
| 5                                       | Роджер Федерер (SUI)                    | 6,630                                   | 16                                      | 3                                       | 3                                       | 5                                       | ▼2                                      |
| 6                                       | Стефанос Ціціпас (GRE)                  | 5,925                                   | 28                                      | 6                                       | 5                                       | 6                                       | ▬                                       |
| 7                                       | Александр Зверєв (GER)                  | 5,525                                   | 27                                      | 7                                       | 7                                       | 7                                       | ▬                                       |
| 8                                       | Андрій Рубльов (RUS)                    | 4,119                                   | 26                                      | 23                                      | 8                                       | 23                                      | ▲15                                     |
| 9                                       | Дієго Шварцман (ARG)                    | 3,455                                   | 26                                      | 13                                      | 8                                       | 15                                      | ▲4                                      |
| 10                                      | Маттео Берреттіні (ITA)                 | 3,075                                   | 21                                      | 8                                       | 8                                       | 10                                      | ▼2                                      |
| 11                                      | Гаель Монфіс (FRA)                      | 2,860                                   | 23                                      | 9                                       | 9                                       | 11                                      | ▼2                                      |
| 12                                      | Денис Шаповалов (CAN)                   | 2,830                                   | 30                                      | 14                                      | 10                                      | 17                                      | ▲2                                      |
| 13                                      | Роберто Баутіста Аґут (ESP)             | 2,710                                   | 25                                      | 10                                      | 9                                       | 13                                      | ▼3                                      |
| 14                                      | Милош Раонич (CAN)                      | 2,580                                   | 21                                      | 32                                      | 14                                      | 37                                      | ▲18                                     |
| 15                                      | Давід Ґоффен (BEL)                      | 2,555                                   | 27                                      | 11                                      | 10                                      | 15                                      | ▼4                                      |
| 16                                      | Пабло Карреньо Буста (ESP)              | 2,535                                   | 27                                      | 27                                      | 15                                      | 30                                      | ▲11                                     |
| 17                                      | Фабіо Фоніні (ITA)                      | 2,400                                   | 25                                      | 12                                      | 11                                      | 17                                      | ▼5                                      |
| 18                                      | Стен Вавринка (SUI)                     | 2,320                                   | 22                                      | 15                                      | 13                                      | 20                                      | ▼3                                      |
| 19                                      | Григор Димитров (BUL)                   | 2,260                                   | 26                                      | 20                                      | 18                                      | 23                                      | ▲1                                      |
| 20                                      | Карен Хачанов (RUS)                     | 2,245                                   | 29                                      | 17                                      | 15                                      | 20                                      | ▲3                                      |

#### Лідери рейтингу
| Тенісист             | Від         | До          |
| -------------------- | ----------- | ----------- |
| Рафаель Надаль (ESP) | Кінець 2019 | 2 лютого    |
| Новак Джокович (SRB) | 3 лютого    | Кінець 2020 |

### Парний розряд
| Фінали ATP 2020 — фінальний рейтинг | Фінали ATP 2020 — фінальний рейтинг             | Фінали ATP 2020 — фінальний рейтинг | Фінали ATP 2020 — фінальний рейтинг | Фінали ATP 2020 — фінальний рейтинг |
| #                                   | Пара                                            | Очки                                | Турніри                             |                                     |
| ----------------------------------- | ----------------------------------------------- | ----------------------------------- | ----------------------------------- | ----------------------------------- |
| 1                                   | Мате Павич (CRO) Бруно Соарес (BRA)             | 3,785                               | 12                                  |                                     |
| 2                                   | Ражів Рам (USA) Джо Солсбері (GBR)              | 3,750                               | 10                                  |                                     |
| 3                                   | Веслі Колгоф (NED) Нікола Мектич (CRO)          | 3,625                               | 13                                  |                                     |
| 4                                   | Кевін Кравіц (GER) Андреас Міс (GER)            | 3,110                               | 14                                  |                                     |
| 5                                   | Юрген Мельцер (AUT) Едуар Роже-Васслен (FRA)    | 2,980                               | 16                                  |                                     |
| 6                                   | Марсель Гранольєрс (ESP) Орасіо Себальйос (ARG) | 2,840                               | 10                                  |                                     |
| 7                                   | Лукаш Кубот (POL) Марсело Мело (BRA)            | 2,340                               | 14                                  |                                     |
| 8                                   | Джон Пірс (тенісист) (AUS) Майкл Вінус (NZL)    | 2,240                               | 14                                  |                                     |
| 9                                   | Джеймі Маррей (GBR) Ніл Скупскі (GBR)           | 2,140                               | 16                                  |                                     |
| 10                                  | Макс Перселл (AUS) Люк Савіль (AUS)             | 1,665                               | 12                                  |                                     |

| Рейтинг на кінець року (28 грудня 2020) | Рейтинг на кінець року (28 грудня 2020) | Рейтинг на кінець року (28 грудня 2020) | Рейтинг на кінець року (28 грудня 2020) | Рейтинг на кінець року (28 грудня 2020) | Рейтинг на кінець року (28 грудня 2020) | Рейтинг на кінець року (28 грудня 2020) | Рейтинг на кінець року (28 грудня 2020) |
| #                                       | Гравець                                 | Очки                                    | Турн.                                   | Рейтинг '19                             | Макс                                    | Мін                                     | '19→'20                                 |
| --------------------------------------- | --------------------------------------- | --------------------------------------- | --------------------------------------- | --------------------------------------- | --------------------------------------- | --------------------------------------- | --------------------------------------- |
| 1                                       | Роберт Фара (COL)                       | 8,530                                   | 23                                      | 1T                                      | 1                                       | 1                                       | ▬                                       |
| 2                                       | Хуан Себастьян Кабаль (COL)             | 8,440                                   | 23                                      | 1T                                      | 1                                       | 2                                       | ▼1                                      |
| 3                                       | Орасіо Себальйос (ARG)                  | 7,180                                   | 25                                      | 4                                       | 3                                       | 4                                       | ▲1                                      |
| 4                                       | Мате Павич (CRO)                        | 6,950                                   | 30                                      | 17                                      | 4                                       | 17                                      | ▲13                                     |
| 5                                       | Веслі Колгоф (NED)                      | 6,590                                   | 31                                      | 18                                      | 5                                       | 18                                      | ▲13                                     |
| 6                                       | Ніколя Маю (FRA)                        | 6,430                                   | 24                                      | 3                                       | 3                                       | 6                                       | ▼3                                      |
| 7                                       | Бруно Соарес (BRA)                      | 6,430                                   | 25                                      | 21                                      | 6                                       | 27                                      | ▲14                                     |
| 8                                       | Нікола Мектич (CRO)                     | 6,330                                   | 30                                      | 14                                      | 8                                       | 22                                      | ▲6                                      |
| 9                                       | Марсель Гранольєрс (ESP)                | 5,775                                   | 25                                      | 26                                      | 7                                       | 27                                      | ▲17                                     |
| 10                                      | Лукаш Кубот (POL)                       | 5,700                                   | 28                                      | 5                                       | 5                                       | 12T                                     | ▼5                                      |
| 10                                      | Марсело Мело (BRA)                      | 5,700                                   | 28                                      | 7                                       | 5T                                      | 12T                                     | ▼3                                      |
| 12                                      | Джо Солсбері (GBR)                      | 5,690                                   | 27                                      | 22                                      | 3                                       | 22                                      | ▲10                                     |
| 13                                      | Майкл Вінус (NZL)                       | 5,630                                   | 26                                      | 10                                      | 8                                       | 14                                      | ▼3                                      |
| 14                                      | Ражів Рам (USA)                         | 5,600                                   | 25                                      | 24                                      | 5                                       | 24                                      | ▲10                                     |
| 15                                      | Едуар Роже-Васслен (FRA)                | 5,570                                   | 33                                      | 15                                      | 15                                      | 22                                      | ▬                                       |
| 16                                      | Іван Додіг (CRO)                        | 5,100                                   | 27                                      | 12                                      | 8                                       | 16                                      | ▼4                                      |
| 17                                      | Філіп Полашек (SVK)                     | 5,030                                   | 27                                      | 13                                      | 7                                       | 17                                      | ▼4                                      |
| 18                                      | Равен Класен (RSA)                      | 4,840                                   | 28                                      | 8                                       | 8                                       | 18                                      | ▼10                                     |
| 19                                      | Кевін Кравіц (GER)                      | 4,715                                   | 33                                      | 9                                       | 8                                       | 19                                      | ▼10                                     |
| 20                                      | Андреас Міс (GER)                       | 4,680                                   | 33                                      | 11                                      | 10                                      | 20                                      | ▼9                                      |

#### Лідери рейтингу
| Тенісист                                      | Від         | До          |
| --------------------------------------------- | ----------- | ----------- |
| Хуан Себастьян Кабаль (COL) Роберт Фара (COL) | Кінець 2019 | 2 лютого    |
| Роберт Фара                                   | 3 лютого    | Кінець 2020 |

### Нарахування очок
| Категорія                     | W                     | F                    | ПФ                  | ЧФ                                                                                            | R16                                                                                           | R32                                                                                           | R64                                                                                           | R128                                                                                          | Q                                                                                             | К3р                                                                                           | К2р                                                                                           | К1р                                                                                           |
| Турніри Великого шлему (128S) | 2000                  | 1200                 | 720                 | 360                                                                                           | 180                                                                                           | 90                                                                                            | 45                                                                                            | 10                                                                                            | 25                                                                                            | 16                                                                                            | 8                                                                                             | 0                                                                                             |
| Турніри Великого шлему (64D)  | 2000                  | 1200                 | 720                 | 360                                                                                           | 180                                                                                           | 90                                                                                            | 0                                                                                             | –                                                                                             | 25                                                                                            | –                                                                                             | 0                                                                                             | 0                                                                                             |
| Фінал ATP (8S/8D)             | 1500 (max) 1100 (min) | 1000 (max) 600 (min) | 600 (max) 200 (min) | 200 за перемогу в круговому турнірі, +400 за перемогу в півфіналі, +500 за перемогу у фіналі. | 200 за перемогу в круговому турнірі, +400 за перемогу в півфіналі, +500 за перемогу у фіналі. | 200 за перемогу в круговому турнірі, +400 за перемогу в півфіналі, +500 за перемогу у фіналі. | 200 за перемогу в круговому турнірі, +400 за перемогу в півфіналі, +500 за перемогу у фіналі. | 200 за перемогу в круговому турнірі, +400 за перемогу в півфіналі, +500 за перемогу у фіналі. | 200 за перемогу в круговому турнірі, +400 за перемогу в півфіналі, +500 за перемогу у фіналі. | 200 за перемогу в круговому турнірі, +400 за перемогу в півфіналі, +500 за перемогу у фіналі. | 200 за перемогу в круговому турнірі, +400 за перемогу в півфіналі, +500 за перемогу у фіналі. | 200 за перемогу в круговому турнірі, +400 за перемогу в півфіналі, +500 за перемогу у фіналі. |
| Тур ATP Мастерс (96S)         | 1000                  | 600                  | 360                 | 180                                                                                           | 90                                                                                            | 45                                                                                            | 25                                                                                            | 10                                                                                            | 16                                                                                            | –                                                                                             | 8                                                                                             | 0                                                                                             |
| Тур ATP Мастерс (56S/48S)     | 1000                  | 600                  | 360                 | 180                                                                                           | 90                                                                                            | 45                                                                                            | 10                                                                                            | –                                                                                             | 25                                                                                            | –                                                                                             | 16                                                                                            | 0                                                                                             |
| Тур ATP Мастерс (32D)         | 1000                  | 600                  | 360                 | 180                                                                                           | 90                                                                                            | 0                                                                                             | –                                                                                             | –                                                                                             | –                                                                                             | –                                                                                             | –                                                                                             | –                                                                                             |
| Тур ATP 500 (48S)             | 500                   | 300                  | 180                 | 90                                                                                            | 45                                                                                            | 20                                                                                            | 0                                                                                             | –                                                                                             | 10                                                                                            | –                                                                                             | 4                                                                                             | 0                                                                                             |
| Тур ATP 500 (32S)             | 500                   | 300                  | 180                 | 90                                                                                            | 45                                                                                            | 0                                                                                             | –                                                                                             | –                                                                                             | 20                                                                                            | –                                                                                             | 10                                                                                            | 0                                                                                             |
| Тур ATP 500 (16D)             | 500                   | 300                  | 180                 | 90                                                                                            | 0                                                                                             | –                                                                                             | –                                                                                             | –                                                                                             | 45                                                                                            | –                                                                                             | 25                                                                                            | 0                                                                                             |
| Тур ATP 250 (48S)             | 250                   | 150                  | 90                  | 45                                                                                            | 20                                                                                            | 10                                                                                            | 0                                                                                             | –                                                                                             | 5                                                                                             | –                                                                                             | 3                                                                                             | 0                                                                                             |
| Тур ATP 250 (32S/28S)         | 250                   | 150                  | 90                  | 45                                                                                            | 20                                                                                            | 0                                                                                             | –                                                                                             | –                                                                                             | 12                                                                                            | –                                                                                             | 6                                                                                             | 0                                                                                             |
| Тур ATP 250 (16D)             | 250                   | 150                  | 90                  | 45                                                                                            | 0                                                                                             | –                                                                                             | –                                                                                             | –                                                                                             | –                                                                                             | –                                                                                             | –                                                                                             | –                                                                                             |

### Покращили рейтинг
Гравці, які досягли найвищого в кар'єрі рейтингу (перші 50 місць, жирним шрифтом виділено місця з першої десятки): 
Одиночний розряд
- Губерт Гуркач (№ 28, 3 лютого)
- Крістіан Гарін (№ 18, 24 лютого)
- Олександр Бублик[en] (№ 47, 24 лютого)
- Йосіхіто Нісіока[en] (№ 48, 24 лютого)
- Домінік Тім (№ 3, 2 березня)
- Тейлор Фріц (№ 24, 2 березня)
- Ден Еванс[en] (№ 28, 2 березня)
- Ян-Леннард Штруфф[en] (№ 29, 31 серпня)
- Міомір Кецмановіч (№ 39, 14 вересня)
- Денис Шаповалов (№ 10, 21 вересня)
- Каспер Рууд (№ 25, 28 вересня)
- Дієго Шварцман (№ 8, 12 жовтня)
- Андрій Рубльов (№ 8, 19 жовтня)
- Лоренцо Сонего (№ 32, 2 листопада)
- Уго Юмбер (№ 30, 9 листопада)
- Яннік Сіннер (№ 37, 16 листопада)

Парний розряд
- Дієго Шварцман (№ 39, 6 січня)
- Ражів Рам (№ 5, 3 лютого)
- Філіп Полашек (№ 7, 3 лютого)
- Фабріс Мартен (№ 22, 3 лютого)
- Жеремі Шарді (№ 24, 3 лютого)
- Джо Солсбері (№ 3, 10 лютого)
- Люк Савіль[en] (№ 37, 24 лютого)
- Денис Шаповалов (№ 44, 24 лютого)
- Макс Перселл (№ 39, 2 березня)
- Ніл Скупскі (№ 26, 31 серпня)
- Йоран Вліґен[en] (№ 35, 14 вересня)
- Сандер Жіє[en] (№ 40, 14 вересня)
- Веслі Колгоф (№ 5, 23 листопада)

## Завершили кар'єру
- Боб і Майк Браян
- Стів Дарсіс
- Сантьяго Хіральдо
- Пере Ріба
- Юрґен Зопп